# Equação do arrasto
A equação do arrasto permite determinar a força a que é sujeito um objecto ao atravessar um certo fluido. Esta equação, atribuída a Lord Rayleigh, tem a seguinte expressão: 
{\displaystyle {\vec {F}}_{d}=-C_{x}{\rho v{\vec {v}} \over 2}A} .
Nessa expressão {\displaystyle F_{d}} é a força do arrasto, {\displaystyle C_{x}} é o coeficiente de arrasto (uma grandeza adimensional determinada experimentalmente), {\displaystyle \rho } é a massa específica do fluido (Na atmosfera terrestre, e de acordo com a equação  barométrica tem o valor de 1,293 kg/m3 a 0°C e 1  atmosfera), {\displaystyle A} é a área de referência, {\displaystyle {\vec {v}}} é o vetor velocidade do objeto em relação ao fluido e {\displaystyle v} é o módulo desse vetor.

## A equação
O arrasto de um objecto em deslocação no ar depende da sua massa volúmica, do quadrado da velocidade, da viscosidade e compressibilidade do meio, da forma e da dimensão do corpo, e ainda da sua inclinação face ao fluxo. Em geral é bastante complexo determinar a dependência em relação à forma do corpo, à inclinação, à viscosidade do ar e à sua compressibilidade. Uma forma de lidar com dependências complexas é caracterizá-las por uma única variável. No caso do arrasto a variável que reflecte todos estes efeitos foi chamada de {\displaystyle C_{x}} ({\displaystyle C_{d}} em países de lingua inglesa).
A área de referência A é a área que resulta da projeção do objecto num plano perpendicular à direção do movimento. Por vezes são utilizadas diferentes áreas de referência para o mesmo objecto, caso em que se obtêm diferentes coeficientes de arrasto correspondentes a cada situação. 
A equação é baseada numa situação ideal em que há o impacto de todo o fluido na área de referência o que provoca a sua paragem total, levando a um valor de {\displaystyle C_{x}} igual a 1. Nenhum objecto real corresponde a este comportamento na prática. Sendo todos os restantes elementos da equação facilmente determinados, só o {\displaystyle C_{x}} varia, sendo determinado experimentalmente.
De notar o fator {\textstyle v^{2}} que denota a dependência do arrasto em relação ao quadrado da velocidade, levando a que, quando a velocidade duplica não só o impacto do fluido se dá a uma velocidade dupla como a massa do impacto por unidade de tempo também duplica, o que leva a que a mudança do momento por segundo seja multiplicada por quatro. 